# Arábia (satrapia)
Arábia (em persa antigo: Arabâya) foi uma satrapia (província) do Império Aquemênida. A Arábia Aquemênida correspondia às terras entre o Delta do Nilo (Egito) e a Mesopotâmia, sendo conhecida mais tarde pelo Romanos como Arábia Pétrea. De acordo com o historiador grego Heródoto, os Árabes ajudaram o rei persa Cambises I na invasão do Egito em 525 a.C., fornecendo odres de água aos persas que atravessaram o deserto entre a Palestina e o Egito.
Os Árabes não eram subjugados pelos Aquemênidas, como outros povos, e estavam isentos do tributo real. Precisavam somente "presentear" os reis persas com 1 000 talentos (cerca de trinta toneladas) de incenso por ano.